# Cratere Dunyazad
Dunyazad è un cratere sulla superficie di Encelado.